# Piotr (Sawieljew)
Piotr, imię świeckie Pietr Aleksandrowicz Sawieljew (ur. 8 czerwca?/20 czerwca 1887 w Nowym Bujaku, zm. 19 października 1937 w Swierdłowsku) – rosyjski biskup prawosławny.

## Życiorys
Był synem urzędnika. W 1911 ukończył seminarium duchowne w Samarze, zaś w 1915 – Kazańską Akademię Duchowną, w której uzyskał tytuł kandydata nauk teologicznych. W czasie studiów, 5 października 1913, po uprzednim wstąpieniu w związek małżeński, przyjął święcenia diakońskie, zaś 24 grudnia 1914 został wyświęcony na kapłana. Do 1916 pełnił posługę duszpasterską, od 1916 do 1921 był katechetą w szkole żeńskiej w Wołogdzie. W 1921 otrzymał godność protoprezbitera i został proboszczem parafii przy soborze w Bugulmie. W tym samym roku jego żona zmarła.
W 1922 dołączył do ruchu odnowicielskiego i rok później w jego ramach przyjął chirotonię biskupią. Został biskupem stierlitamackim, wikariuszem eparchii ufimskiej w ramach Żywej Cerkwi. Już po roku został ponownie przyjęty do Rosyjskiego Kościoła Prawosławnego po złożeniu aktu pokutnego przed metropolitą niżnonowogrodzkim i arzamaskim Sergiuszem. Jego święcenia biskupie zostały uznane za ważne; został mianowany wikariuszem eparchii ufimskiej z tytułem biskupa bielebiejewskiego, de facto jednak nie pełnił swoich obowiązków. Od sierpnia 1924 przebywał w Biełoriecku i służył jako proboszcz miejscowej parafii soborowej, następnie został  aresztowany pod zarzutem działalności antyradzieckiej i przebywał trzy lata w więzieniu.
Po odzyskaniu wolności, w kwietniu 1927, został biskupem siergackim, wikariuszem eparchii niżnonowogrodzkiej. W 1932 przeniesiony na katedrę piatigorską. Od 1933 do 1935 był biskupem morszańskim, wikariuszem eparchii tambowskiej. W 1935 był przez kilka miesięcy biskupem kungurskim, wikariuszem eparchii permskiej; po zamknięciu wszystkich cerkwi na terenie podległego mu wikariatu został mianowany locum tenens eparchii swierdłowskiej oraz eparchii permskiej, zaś w 1936 dodatkowo także eparchii czelabińskiej. W 1937 otrzymał godność arcybiskupią i został ordynariuszem eparchii swierdłowskiej i irbickiej. W tym samym roku został aresztowany, oskarżony o kierowanie „uralskim kontrrewolucyjnym cerkiewnym centrum powstańczym” oraz uczestnictwo w organizacji faszystowskiej, skazany na śmierć i rozstrzelany.